# マスカリン諸島

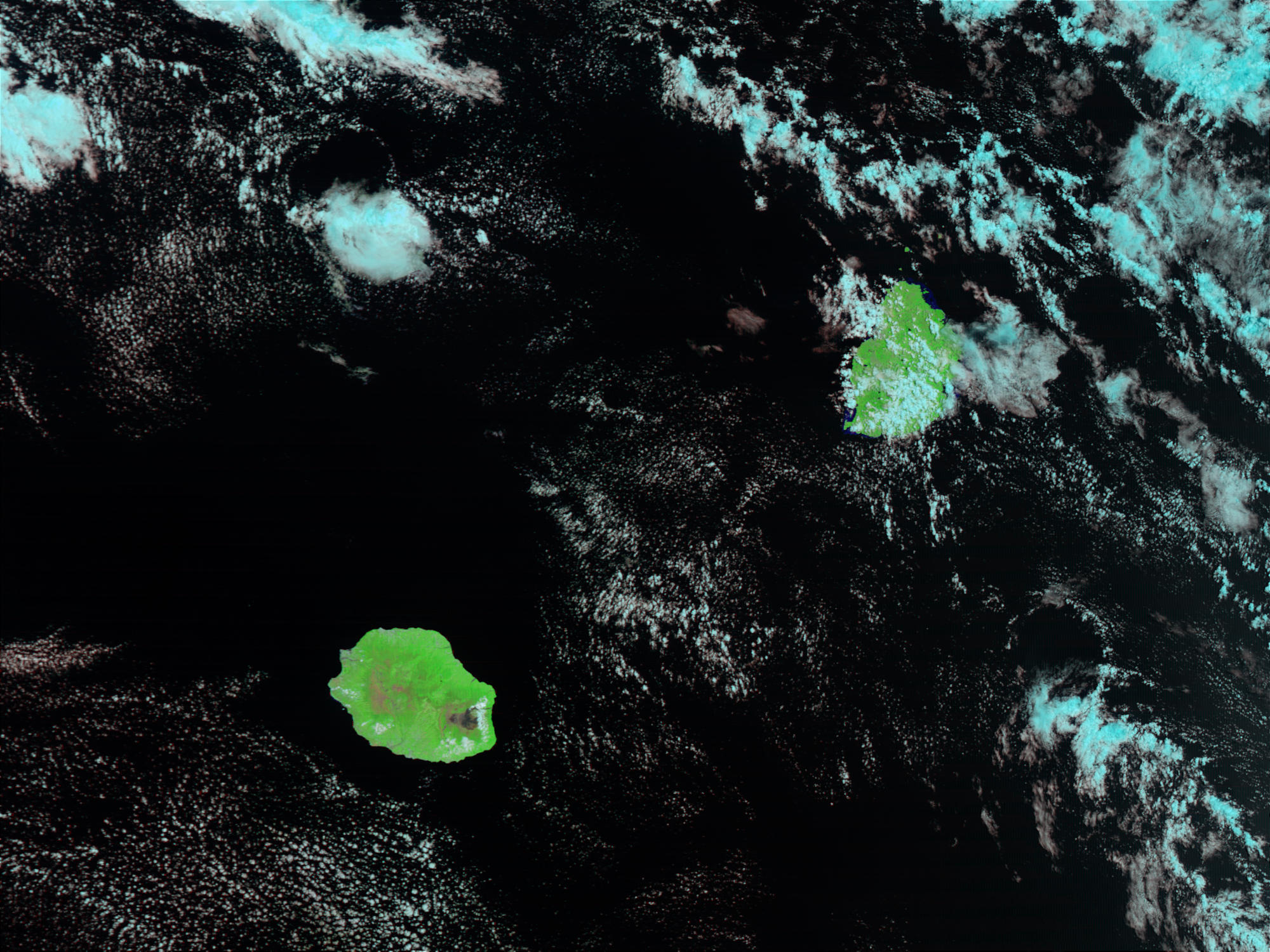
マスカリン諸島西部の衛星写真（2002年撮影、PD / NASA）

マスカリン諸島（マスカリンしょとう、英語: Mascarene Islands、フランス語: Mascareignes）は、インド洋南西部のマダガスカル東方沖に位置する諸島。マスカレン諸島、マスカレーニュ（諸島）とも呼ぶ。東経57度17分から46分、南緯19度58分から20度32分、長さ61キロメートル、幅47キロメートルの範囲に及ぶ。島の総面積は約4,200平方キロメートルであり、東京都の約2倍である。

## 成立
白亜紀前期、ゴンドワナ大陸がアフリカ大陸とマダガスカル島・インド亜大陸に分裂した。白亜紀後期には、インド洋東部のレユニオン・ホットスポット(Réunion hotspot)などの火山活動によってマダガスカル島とインド亜大陸が分裂し始め、6,500万年前には大規模な爆発によってデカン高原とセイシェル諸島が生まれた。その後、4,500万年前までに再び大きな火山活動があり、ラッカディブ諸島・モルディブ諸島・チャゴス諸島が生まれた。この後の数千万年間の火山活動は静穏を保っていたが、1,000万年前から活動を開始し、以後200万年間にわたって活発な活動を続けた。マスカリン諸島の大部分はこのときな形成されたが、その規模は今よりも大きかった。その後、侵食により多くの島が沈み、残った島の周囲にサンゴ礁が発達しながら海水準変動によって海進と海退を繰り返し、現在は3つの島が堡礁という形で残っている。多くの火山は現在では活動していないが、レユニオン島のピトン・ドゥ・ラ・フルネーズ山は近年でも度々噴火している。

## マスカリン諸島の島々

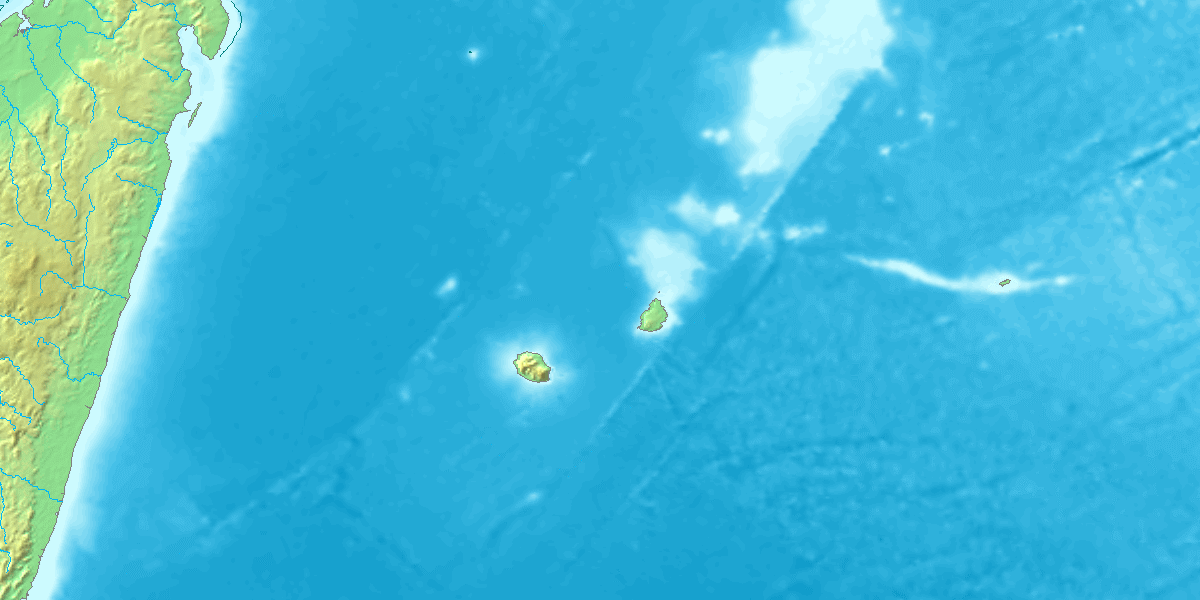
マスカリン諸島全域の地形図。一番左からマダガスカル、レユニオン島、モーリシャス島、ロドリゲス島の順。

- レユニオン島（フランス海外領 レユニオン県）…2150km2
- モーリシャス島（モーリシャス）…1865km2
  - ロンド島
- ロドリゲス島（モーリシャス）…144km2

西から東に上記の順で並んでいる。
- カルガドス・カラホス諸島
- アンブル島